# 科瓦拉克山
16°30′47″S 70°58′07″W / 16.51306°S 70.96861°W

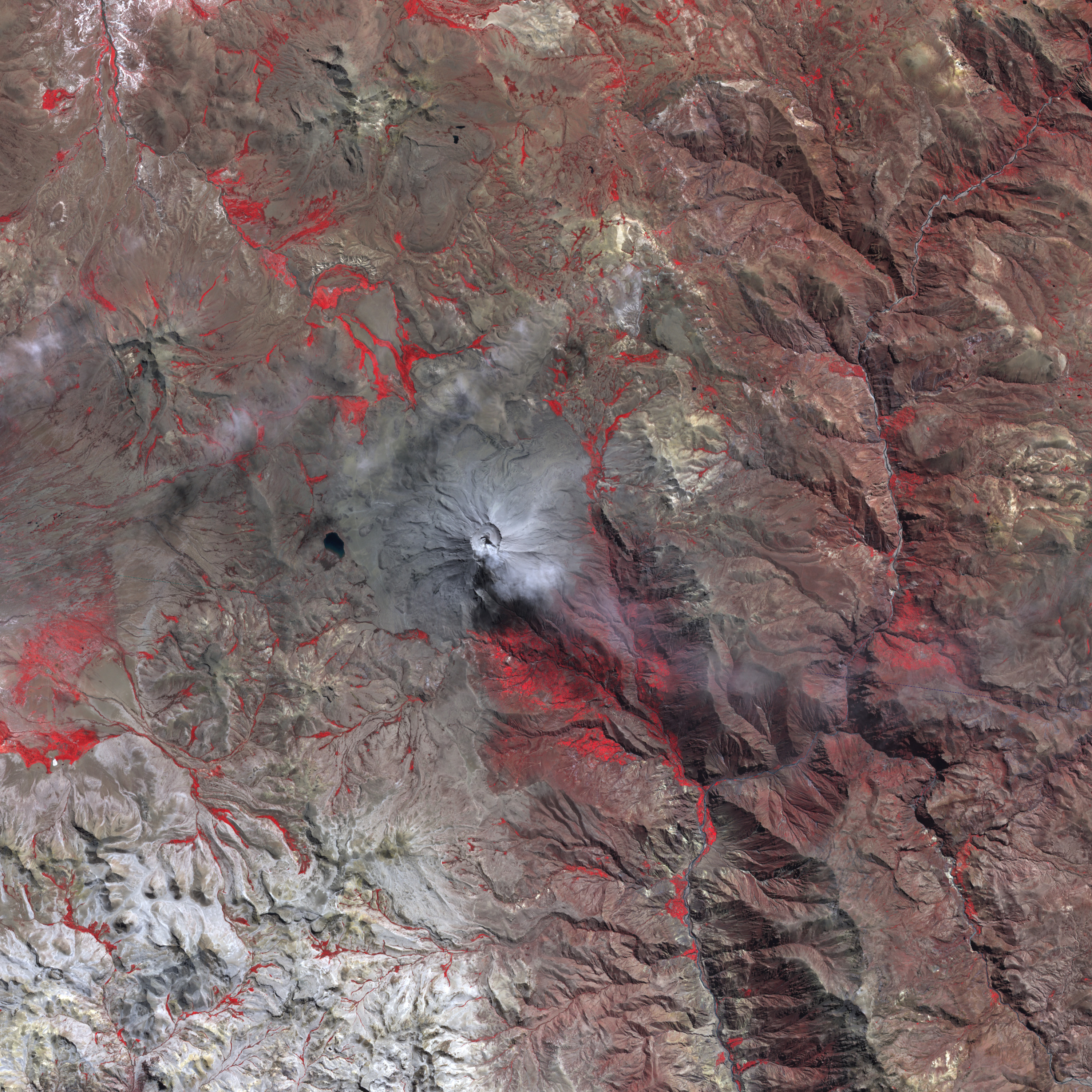

科瓦拉克山（Q'uwa Laki），是秘魯的山峰，位於該國南部莫克瓜大區，由科阿拉克區、馬塔拉克區和奧馬特區負責管轄，屬於安地斯山脈的一部分，海拔高度5,200米。